# Chiesa di San Pietro (Castel San Pietro)
La chiesa di San Pietro, detta Chiesa rossa, è un edificio religioso che si trova a Castel San Pietro, in Canton Ticino. Si trova qui uno dei più ricchi cicli di affreschi gotici del Cantone.

## Storia
La costruzione venne eretta nel 1343 per ordine di Bonifacio Quadri, vescovo della Diocesi di Como. Nel 1559 la facciata venne dipinta col colore rosso che ha dato origine al soprannome della chiesa. Stando alla tradizione, tale colorazione ricorderebbe un eccidio che sarebbe avvenuto in loco la notte di Natale del 1390. Nel corso dei secoli è stata più volte rimaneggiata per andare incontro al gusto dei tempi. Scavi archeologici hanno evidenziato sotto il sagrato tombe di diverse epoche: una prima fase tardoromana (IV - V secolo), una seconda fase altomedievale (VIII secolo) ed una terza fase tardomedievale (XIV secolo).

## Descrizione
La chiesa si presenta con una pianta ad unica navata con copertura a capriate e abside semicircolare. Fra il 1343 ed il 1345 vennero realizzati gli affreschi per cui la chiesa è nota.

## Bibliografia

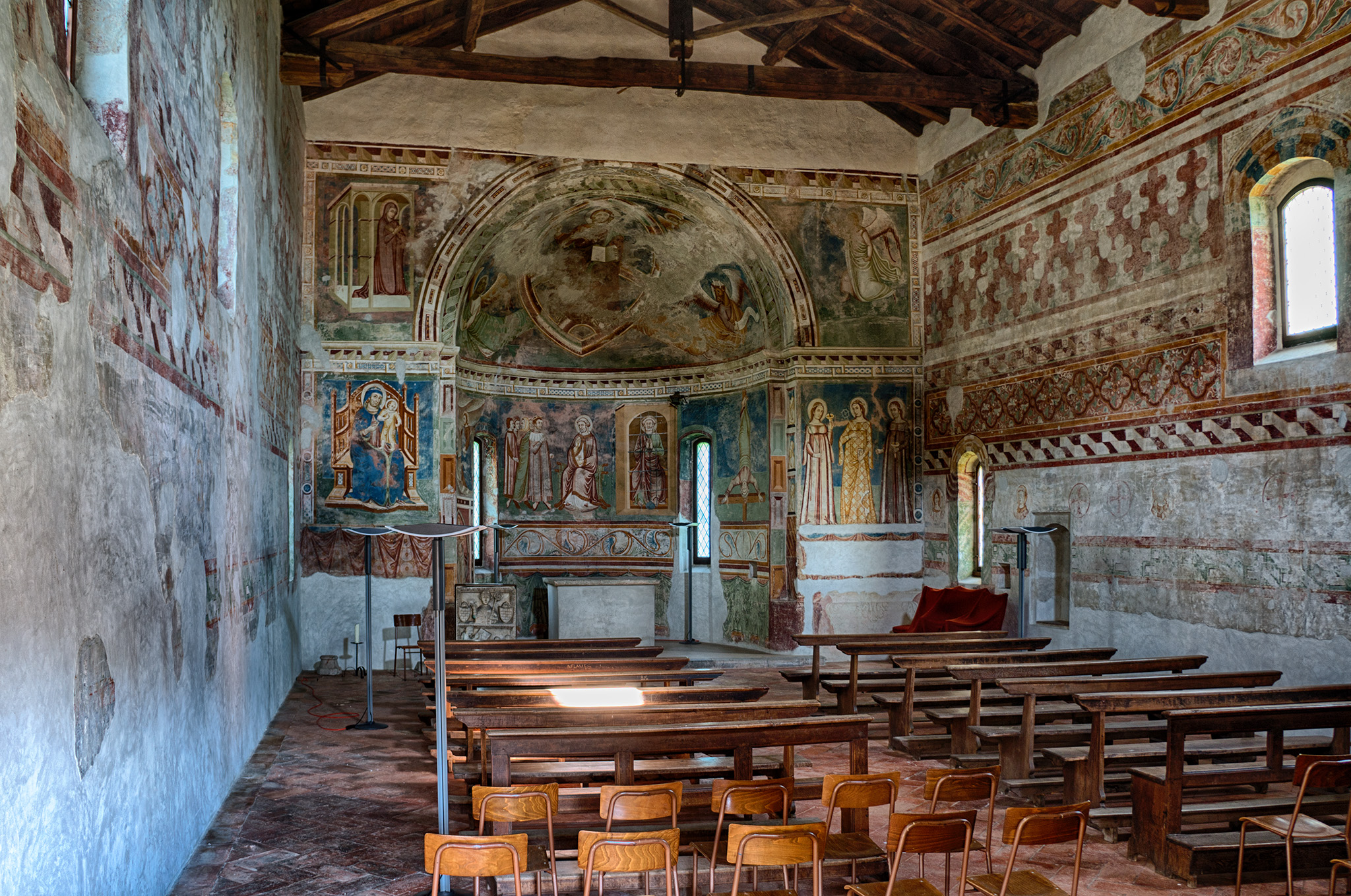
interno